# Universitat del Panjab
La Universitat del Panjab és una universitat pública índia que es troba a la ciutat de Chandigar. Es va fundar 1882 a Lahore. Després de la Partició de l'Índia, la universitat es va establir definitivament l'1 d'octubre de 1947 i és una de les universitats més antigues de l'Índia. Compta amb 188 centres d'investigació repartits en els vuit districtes de l'estat del Panjab, amb centres regionals a les ciutats de Muktsar, Ludhiana i Hoshiarpur.

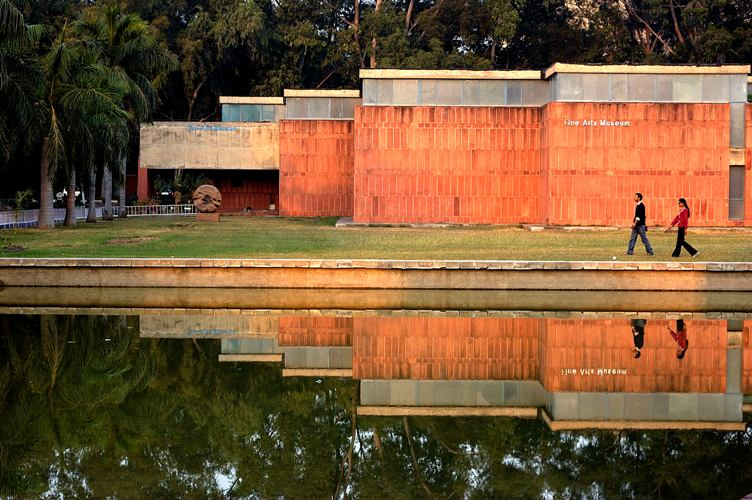
Museu de Belles Arts

El Gandhi Bhawan és una fita important de la ciutat de Chandigar. Dissenyat per l'arquitecte Pierre Jeanneret, un cosí de Le Corbusier, és una sala d'auditori que s'asseu en un estany. L'epitafi «La veritat és Déu» hi és escrit a l'entrada. També acull una col·lecció substancial de llibres sobre Mohandas Gandhi. La universitat disposa de quatre museus i el departament de teatre indi té el seu laboratori de teatre propi. La universitat té un jardí botànic i un jardí de plantes medicinals al campus.